# Marco Publicio Malleolo
Marco Publicio Malleolo (latino: Marcus  Publicius Malleolus) (fl. III secolo a.C.) fu un console della Repubblica romana.

## Biografia
Con il fratello Lucio Publicio fu edile probabilmente nel 240 a.C. e fece costruire un tempio dedicato alla dea Flora ed istituì i Ludi florales. Fece costruitìre, inoltre, il Publicus clivus, che conduceva alla cima dell'Aventino. I soldi per queste opere furono ricavati dalle multe riscosse per le violazioni della legge agraria.

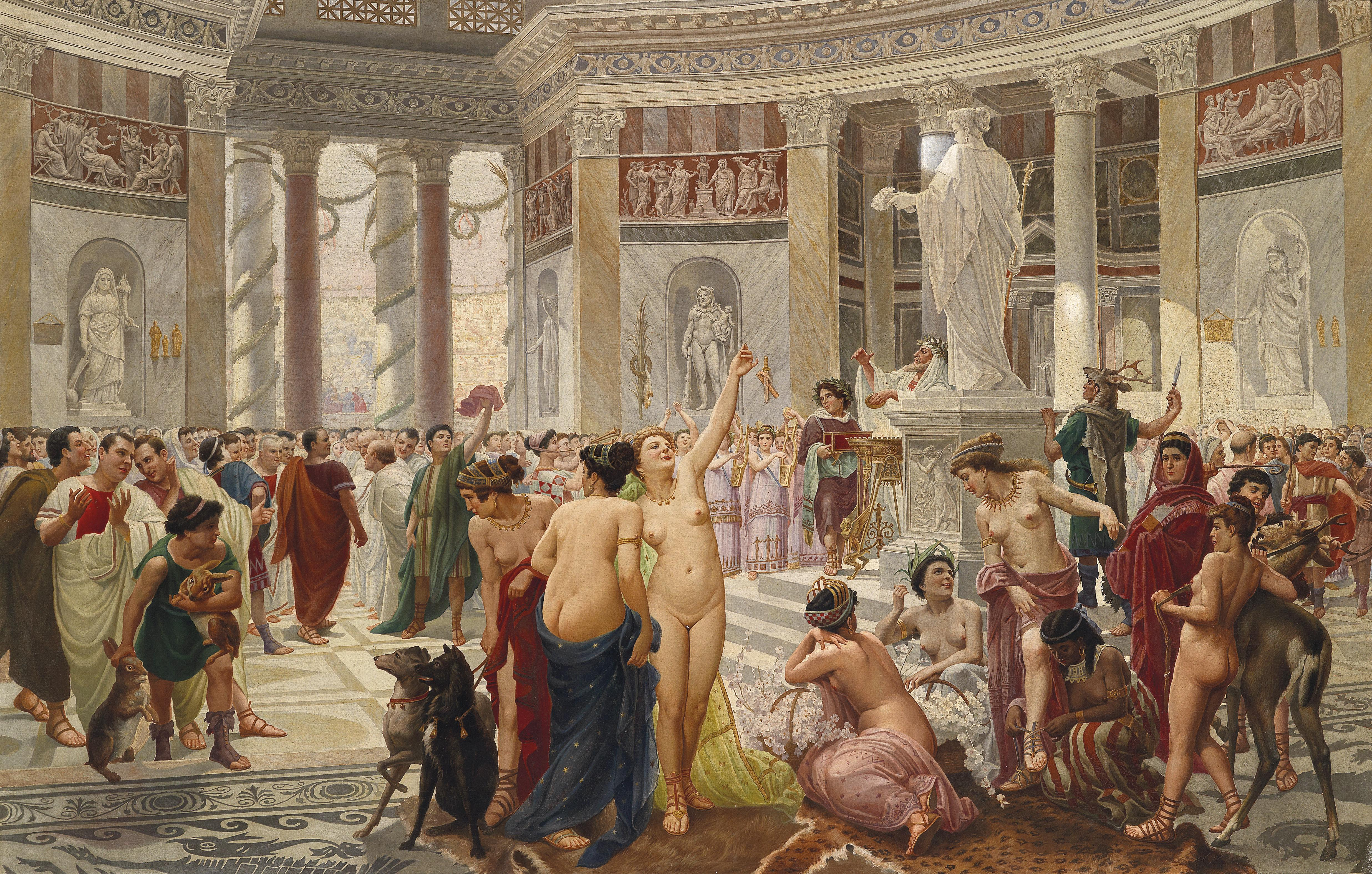
Prosper Piatti - I Ludi florales.

Fu eletto console romano nel 232 a.C. con Marco Emilio Lepido , in un periodo di transizione tra la prima e la seconda guerra punica. Durante il suo consolato i Romani colonizzarono il territorio a sud di Ariminum, l'ager gallicus, nella Gallia Cisalpina, dal quale cacciarono, dopo averli sconfitti, i Galli Senoni.
Nello stesso anno la Sardegna, da poco sottomessa dal suo predecessore, Manio Pomponio Matone, si sollevò contro la dominazione romana. Tornando col collega con un ricco bottino, approdarono sulle coste della Corsica, ma vennero attaccati dagli isolani corsi, che si impossessano di questo bottino.